# Reims Management School
Reims Management School (RMS) était un établissement d'enseignement supérieur privé, école de commerce et management reconnue par l'État et membre de la CGE et située à Reims, qui a fusionné en 2013 avec Rouen Business School pour former NEOMA Business School. L'établissement est accrédité AACSB, EQUIS et AMBA. 
Reims Management School regroupe autour de son programme Grande école « Sup de Co Reims », trois écoles de management après bac : CESEM, RMS Bachelor (Sup’TG) et Tema. À ces écoles s'ajoutent deux Masters of Science, deux mastères spécialisés accrédités par la CGE et un MBA. Les deux campus de Reims Management School accueillent plus de 4 200 étudiants, dont 900 étrangers. 
Depuis 2009, l’ensemble de l’activité de formation continue de Reims Management School et de Rouen Business School est regroupée au sein de Paris Executive Campus, filiale commune des deux écoles. Reims Management School possède également un réseau de 160 universités partenaires dans 43 pays et plus de 23 000 diplômés répartis dans le monde entier, regroupés au sein de l'association RMS-Network.
En avril 2013, Reims Management School et Rouen Business School annoncent leur fusion pour créer une école d'envergure internationale, NEOMA Business School.

## Histoire
Le 5 novembre 1928, l'ESC Reims est inaugurée au cinquième étage du grand Familistère, à l'angle des rues de Vesle et de Talleyrand, dans des locaux loués par les Docks Rémois. L'ESC de Reims a été fondée à l'initiative de la Ville de Reims, à l'origine pour répondre aux besoins en cadres et en professionnels qualifiés pour la vente, la distribution et l'exportation du champagne. Cinq ans plus tard, en 1937, l'ESC Reims est transférée à l'École Pratique Jolicœur, futur Lycée Franklin Roosevelt.
Pour renforcer la crédibilité face aux écoles d’ingénieurs et aux licences universitaires, et aussi d’obtenir une participation financière de l’État au financement de ces établissements, les écoles de commerce s'organisent pour obtenir la reconnaissance officielle de leur diplôme par l’État. En contrepartie, les écoles durent accepter un certain nombre d’obligations, et ont basculé au statut « d’écoles consulaires » (semi-privées et gérées indirectement par l’Etat par le biais d’une Chambre de Commerce et d’Industrie).
En 1987, l’EDHEC, les ESC Reims et Rouen et l’ICN ont créé un concours mutualisé pour les écrits – Ecricome – bien que chaque école définisse les coefficients qu’elle souhaite appliquer aux épreuves et conserve son propre entretien oral.
En 1999, l'ESC Reims change de nom et devient Reims Management School (RMS). Jusqu'au 31 décembre 2010, Reims Management School était placée sous un régime consulaire de la Chambre de commerce et d'industrie de Reims et d'Epernay.
Du 01/01/2011 au 24 avril 2013, Reims Management School a le statut d'association.
En 2013, Reims Management School (ex ESC Reims) fusionne avec Rouen Business School (exESC Rouen), donnant ainsi naissance à une nouvelle entité : Neoma Business School.
Le 1er janvier 2018, NEOMA Business School devient un Établissement d’Enseignement Supérieur Consulaire (EESC).

## Gamme de formations

### Programme Grande École Sup de Co Reims
Le programme Grande École Sup de Co est le premier programme développé par le groupe Reims Management School. Visé par le Ministère de l'Éducation nationale, ce diplôme entraîne l’attribution du Grade Master au bout des trois ans de formation. Un minimum de bac+2 est nécessaire pour intégrer l'école via plusieurs concours :
- Étudiants de classe préparatoire : Concours Ecricome. Intégration en première année
- Diplômés ou futurs diplômés Bac+ 2 : Concours Tremplin 1. Intégration en première année
- Diplômés ou futurs diplômés Bac+ 3 ou plus : Concours Tremplin 2. Intégration en seconde année
- Étudiants français ou étrangers titulaires d'un diplôme étranger : Concours RMS Universa.

Le coût annuel est de 8910€ (2012).
Le programme se décompose en deux cycles :
- Cycle Bachelor : Cette première période constitue le tronc commun des étudiants issus des concours Ecricome ou Tremplin 1. Elle dure un an et a pour objectif de l'apprentissage des concepts fondamentaux du management et de la vie des affaires.
- Cycle Master : Constituée par les deuxième et troisième années, cette période constitue le cycle de spécialisation et de personnalisation du cursus. Chaque étudiant construit son propre parcours en choisissant 9 cours parmi 95 spécialisations.

Un cycle, intitulé Préparation au Cycle Master, durant 3 mois et demi, est destiné aux étudiants issus du concours Tremplin 2 et vise à l'acquisition des principaux concepts du management et de la vie des affaires.
À la fin de la première année (cycle Bachelor) entre mi-juin et octobre, l'étudiant réalise un premier stage opérationnel visant à découvrir le fonctionnement d’ensemble d’une entreprise et réaliser une mission donnée. La durée moyenne du stage est de 3 mois.
Dès la deuxième année, l'étudiant réalise un ou plusieurs stages de responsabilités. Placé dans une situation proche du premier emploi, il rejoint une équipe et réalise une étude ou une mission validée par l’école. Il est également possible de réaliser une année de césure ou un apprentissage.
En 2011, les étudiants s'orientaient principalement vers les secteurs suivants :

(données issues de l'Enquête premier Emploi 2012 relative à la promotion 2011)
- 23 % en marketing et à la communication
- 19 % en audit
- 16 % en finance
- 11 % en études et conseil
- 11 % en commercial
- 7 % en gestion et comptabilité
- 3 % en ressources humaines
- 2 % en systèmes d’information
- 2 % en achats et logistique
- 6 % autres (DG, qualité, informatique d’aide à la décision, enseignement...)

### RMS Bachelor
Le programme RMS Bachelor prépare aux métiers du commerce, du management, de la vente et de la gestion. La formation dure 3 ans après le baccalauréat.
Les objectifs de la 1re année sont l'acquisition des bases de la gestion et du management, et de permettre aux étudiants de disposer de points de repère dans les multiples domaines de l'entreprise.
La 2e année est consacrée à l'approfondissement et à l'acquisition des méthodes de résolution de problèmes pour savoir agir dans les entreprises. Durant cette année, les étudiants réalisent un semestre à l'étranger.
Enfin, La 3e année se déroule en alternance École-Entreprise. Elle permet aux étudiants de bénéficier de l'expérience de professionnels issus de différents secteurs, de s'exercer à la négociation et de réaliser une synthèse des acquis à travers un dossier de création d'entreprise.

### CESEM
Créé en 1974, le CESEM est un programme de management international en double diplôme comptant environ 8000 diplômés. Le cursus se déroule dans deux pays : deux années d’études en France + deux années d'études à l’étranger en immersion totale (trois ans pour la Chine), avec une expérience de stage en entreprise dans chaque pays. Toutes les universités partenaires du CESEM jouissent d'une forte renommée dans leur pays. À l'étranger, les étudiants suivent les enseignements dans la langue du pays et effectuent un stage de longue durée dans le pays d'accueil.
Chaque année est sanctionnée par l’obtention de 60 crédits ECTS, soit 240 crédits ECTS en fin d’études. À l’issue du cursus, l'étudiant obtient deux diplômes :
- Le diplôme du CESEM (Centre d’Études Supérieures Européennes de Management), visé par le Ministère de l'Éducation nationale et accrédité EQUIS et AACSB.
- Le diplôme « Bachelor » délivré par l'institution d’accueil à l'étranger.

À l'issue des 4 années d'études, le CESEM offre la possibilité d'effectuer une 5e année (Cycle Master) dans l'un des nombreux programmes masters suivants :
- Les nombreux Masters of Science (MSc) anglophones offerts par certains partenaires du CESEM dans les disciplines telles que : marketing, e-business, finance, marchés financiers, ressources humaines, logistique, international business...
- Tous les Masters of Science (MSc) et Mastères spécialisés (MS) de RMS.

Le concours d'entrée du Cesem se déroule dans le cadre de la banque d'épreuves SESAME et est ouvert aux bacheliers ou aux étudiants engagés dans un premier cycle de l'enseignement supérieur.
(données issues de l'Enquête premier Emploi 2012 relative à la promotion 2011)

La moitié des diplômés en 2011 choisit de poursuivre ses études.
L'autre moitié entre dans la vie active :
- 73 % des diplômés CESEM exercent leur premier emploi à l'étranger
- taux de placement à moins de 4 mois : 90 %
- salaire moyen : 38 k€

- 29 % en marketing et communication
- 17 % en commercial
- 13 % en finance
- 13 % en audit
- 6,5 % en gestion et comptabilité
- 6,5 % en études et conseil
- 4 % en ressources humaines
- 4 % en systèmes d’information
- 7 % autres

### TEMA
(avril 2025).
 (avril 2025).
Si vous disposez d'ouvrages ou d'articles de référence ou si vous connaissez des sites web de qualité traitant du thème abordé ici, merci de compléter l'article en donnant les références utiles à sa vérifiabilité et en les liant à la section « Notes et références ».
TEMA forme en 5 ans des managers en environnements technologiques capables de : 
- voir dans les technologies une promesse de développement d’opportunités d'affaires et d’accompagnement de ces entreprises dans ces nouvelles opportunités
- utiliser les technologies et les innovations, les détecter et les intégrer,  dans les affaires soit pour vendre (produit/service), soit pour faire (process) en effet la techno peut être dans le produit (smartphone, automobile, shampoing, etc.) mais aussi dans les processus (ie façons de faire) de l’entreprise (intranet, SIRH, CRM, sites web, etc.)
- travailler avec les spécialistes de ces questions (ingénieurs) pour élaborer avec eux des solutions performantes

L’apprentissage repose principalement sur :
- des méthodes pédagogiques inductives, sur des activités, des cours et des travaux menés « en mode projet » ainsi que sur l’exploration de nouvelles connaissances
- une articulation forte entre management et technologie qui génère une acculturation intense autour des technologies par l’intervention de sujets et d’individus mobilisant la double culture technologie et management

Le parcours conjugue périodes en entreprise (jusqu’à 22 mois), gestion de projet, cours et expériences académique et professionnelles internationales (jusqu’à 30 mois).
En cinquième année, trois parcours sont offerts aux étudiants : Technologie – International – Pilotage de Projet.
Les diplômés TEMA, « bilingues » en management et technologie, sont doués d’un très grand sens de l’innovation, d’une souplesse face aux technologies et d’une grande capacité à développer des projets dans des environnements très mobiles. Ils offrent ainsi des profils originaux et convoités par les entreprises.

### Master(e)s
RMS propose un éventail de différents Mastères Spécialisés (MS) et de Masters of Science (MSc)
- Mastères Spécialisés (MS) : Un MS est diplôme attribué depuis 1986 par la Conférence des Grandes Écoles, association qui regroupe les grandes écoles d'Ingénieurs et de Management.
- Master of Science (MSc) : Un Master of Science désigne des formations "post-graduate", formations avancées, dont les enseignements sont spécialisés, centrés sur un thème particulier, un secteur d'activité clairement identifié, un métier précis.

Les Master(e)s proposés par Reims Management School :
A Reims (RMS) :
- Analyse Financière Internationale
- Finance and International Banking
- Intelligence Marketing des Produits de Grande Consommation
- Certificate in Islamic Finance and Banking
- Certificate in Finance

A Paris (PEC) : 
- Performance de l'Entreprise et Contrôle de Gestion
- Business Development et Clients Grands Comptes
- Management de la Relation Client
- Gestion de Patrimoine Privé et Professionnel

A Reims et Paris (AgroParisTech) :
- MASTERNOVA

A Reims ou à l’étranger :
- Master in International Management (MIM)

Les Master(e)s sont ouverts aux titulaires d’un diplôme de niveau bac+4/5 avec ou sans expérience professionnelle. (selon le Master(e))

### Ecricome PhD Universa
Reims Management School propose le programme Ecricome PhD Universa en préparation commune avec les 6 écoles de commerce Ecricome. Le PhD est enseigné en anglais et dure de 3 à 5 ans.

### International
(avril 2025).
 (avril 2025).
Si vous disposez d'ouvrages ou d'articles de référence ou si vous connaissez des sites web de qualité traitant du thème abordé ici, merci de compléter l'article en donnant les références utiles à sa vérifiabilité et en les liant à la section « Notes et références ».
La dimension internationale est placée au cœur de la stratégie et du fonctionnement quotidien de Reims Management School.

Ceci est vrai non seulement au niveau des étudiants avec 23 % d’étudiants étrangers sur les campus, mais aussi au niveau du corps professoral et de l’ambiance générale des campus.

Les programmes de RMS proposent aux étudiants une expérience internationale, soit dans le cadre d’un échange d’un semestre ou d'un double diplôme dans l’une des universités partenaires à l’étranger, soit dans le cadre d’un stage à l'international.

### MBA
RMS propose deux MBA :
- International MBA : programme intensif de 10 mois à temps complet qui offre une formation de haut niveau en management. L’IMBA s'adresse à des candidats diplômé d'un « Bachelor » avec une expérience professionnelle de 3 ans minimum. Sur le campus de RMS à Reims.
- Executive MBA : programme se déroulant sur 18 mois à temps partiel (Part-Time). Il s'adresse à des cadres confirmés et à des dirigeants en activité. Au Paris Executive Campus.

### Un campus à Paris: Paris Executive Campus
(avril 2025).
Paris, le 9 janvier 2009 : Deux écoles françaises de management s’associent pour créer une filiale commune dédiée à l’Executive Education : Rouen Business School et Reims Management School lancent Paris Executive Campus.
La création de Paris Executive Campus, qui mutualise les ressources des deux institutions, correspond à la volonté affichée par les deux écoles de s’aligner "sur le mode de gouvernance et le mode opératoire des entreprises pour mieux les accompagner dans leur développement".
Paris Executive Campus regroupe les programmes postgraduate diplômants des deux écoles dans leur version executive (Mastères Spécialisés part time et Executive MBA) et les activités de formation sur mesure des deux institutions. Cette offre s’enrichira ultérieurement de certaines formations déjà en cours à Reims ou à Rouen et de nouveaux programmes créés conjointement.
Au sein de ses locaux situés au centre de Paris, Paris Executive Campus accueille également les associations de diplômés des deux institutions, contribuant ainsi à en faire un lieu d’animation pour les diplômés eux-mêmes et les partenaires entreprises des écoles.
Les diplômes sont codélivrés par les deux écoles qui les incluent dans leurs périmètres d’accréditation.

## Liste d'anciens diplômés de RMS
- Philippe Baijot (Sup de Co 1973), PDG groupe Lanson-BCC (Chanoine, Lanson, Tsarine, Boizel, de Venoge...)
- Jean Boulore (Sup de Co 1960), PDG Champagne DESMOULINS ET CIE
- Jacques Trouillard (Sup de Co 1959), PDG Champagne Beaumet
- Stéphane Bonnin Didier (Sup de Co 1989), PDG SERGIO ROSSI (Groupe Gucci)
- Thierry Guibert (Sup de Co 1996), PDG Conforama
- Thierry Collot (Sup de Co 1986), President and CEO BERTOLUCCI INC
- Antoine Chiquet (Sup de Co 1981), PDG AC INTERNATIONAL
- Viviane Neiter (Sup de Co 1980), PDG Neither Consulting
- Gerard Sakakini (Sup de Co 1964), PDG Cofondateur LEADERS TRUST INTERNATIONAL
- Didier Laurent (Sup de Co 1978), PDG Nestlé Grand Froid France
- Sebastien Ducrot (Cesem 1999), PDG UC TRADING (ASIA) GROUP
- Ludwig Merath (Cesem 1991), PDG 4C Solution AG
- Thierry Marchandise (Sup de Co 1981), President et Directeur Financier CANON FRANCE
- Pierre Clerc Renaud (Sup de Co 1975), Président EADS Supply and Services ETATS UNIS
- Marc Gareton (Sup de Co 1989), Senior Vice President WARNER BROS ETATS UNIS
- Claude Rumpler (Cesem 1988), Directeur Général L'OREAL ALLEMAGNE
- Pascal Felix (Sup de Co 1982), Directeur General ALTAVIA
- Pierre Lagrange (Sup de Co 1991), Directeur ESPRIT FRANCE
- Yves Lacheret (Sup de Co 1984), Directeur General NOVOTEL FRANCE
- Vincent Larnaud (Sup de Co 1986), Directeur General DANONE
- Jean-Michel Huet (Sup de Co 1997), Directeur Emerging Markets Bearing Point
- Frederic Neouze (Sup de Co 1999), Vice President NATIXIS
- Jean Charles Belliol (Sup de Co 1981), Vice-President Credit Lyonnais
- Luc Barriere (Sup de Co 1994), Vice Président - Responsable Département Europe EUROCOPTERE
- Jean Michel Paray (Sup de Co 1982), President Vacheron Constantin ETATS UNIS
- Bertrand De Fleurian (Sup de Co 1997), Président Laurent Perrier US, INC
- Franz Dillitzer (IPBS 1990), Managing Director Yahoo Germany
- Eric Longuet (Sup de Co 1977), Vice President / Head of Corporate Banking CIC
- Jean-Louis Fidric (Master RH 2002), Directeur associé et DRH de transition Actiss Partners
- Philippe Silvy (Sup de Co 1974), Président de PS Conseil
- Eddy Topalian (Sup de Co 2001), Associé Fondateur LT&A
- Fabrice Lajugie de la Renaudie (Sup de Co 1994), Directeur Général THYSSENKRUPP
- Richard Zirps (IPBS 1994), Vice President CITIBANK INTERNATIONAL
- Jean-Philippe Verdier (Sup de Co 1996), Associate M&A Greenhill&Co
- Didier Durancy (Sup de Co 1971), Directeur Management Dynamics Ltd
- Catherine Dourlens (Sup de Co 2001), Directrice Editions PRAXIS
- André Statut (Sup de Co 1970), DG Staut & Associés
- Susanne Thirion (Cesem 1992), Directeur Financier Gestion ADP France
- Laurent de la Vaissière (Cesem 2000), Senior Manager Deloitte LUXEMBOURG
- Dirk Albersmeier (IPBS 1995), Vice President M&A TELECOM/MEDIA JP MORGAN
- Olivier Burgel (Cesem 1994), Director BABSON CAPITAL EUROPE
- Peter Kelk (Cesem 1982), Directeur administratif et financier Merril Lynch Capital Market FRANCE
- Yves Junne (Sup de Co 1967), Vice-Président Motul
- Lionel Raynaud (Sup de Co 1999), Directeur International des contenus UBISOFT
- Olivier Dexemple (Sup de Co 1985), Directeur Marketing & Developpement COCA-COLA Entreprise FRANCE
- Jean-Philippe Verdier (Sup de Co 1996), Directeur Mergers & Acquisitions GREENHILL & CO
- Guillaume de Verges (Sup de Co 1979), DG Adjoint / Vice Président TF1
- Olivier Legrand (Sup de Co 1988), Directeur Associé Senior MC KINSEY PARIS
- Benoit Champeau (Sup de Co 2000), Responsable Administratif et financier Peugeot
- Anne-Sophie Frenove (Tema 2003), Directrice du Business Development, région EMEA, Air BNB